# Liga Independente das Escolas de Samba de Tubarão
A Liga Independente das Escolas de Samba de Tubarão (Liest) foi fundada em 2006, agregando os presidentes das seis escolas de samba existentes no município. Seu primeiro (e atual) presidente é o radialista Miguel Herdy, que em outros anos foi rei momo do município. Com a criação da Liest, extinguiu-se oficialmente a antiga liga, denominada Liesb.
Em 2007 a Liest realizou seu primeiro carnaval, trazendo para a Passarela do Samba, montada na principal via da cidade - a avenida Marcolino Martins Cabral - cerca de 10 mil espectadores. Neste ano o desfile aconteceu em dois dias. O slogan do Carnaval daquele ano foi "Um novo momento", fazendo referência à estréia da Liest.
Em 2008 assistiram aos desfiles cerca de 25 mil pessoas. As seis escolas se uniram não-oficialmente, formando assim 3 grupos, que se apresentaram em uma noite de festa. O tema adotado para o Carnaval de 2008 foi "A união faz o samba", destacando a união da diretoria da liga e das escolas para se apresentarem.
Em 2009 uma nova união, aconteceu, mas de forma diferente. Uma escola desfilou sozinha, outra com a junção de duas, e uma última unindo três entidades. Dados da Polícia Militar apontam um público de 30 mil pessoas. "A festa da alegria" foi o tema deste ano, destacando a segurança que o Carnaval de Tubarão tem.
Já em 2011, três escolas desfilaram: Dakota, Mocidade Acadêmica do Fábio Silva e Protegidos do Samba, sendo a Dakota campeã pela sexta vez consecutiva.